# Топкий
То́пкий — річка в Україні, в межах Любомльського району Волинської області. Права притока Західного Бугу (басейн Балтійського моря). 

## Опис
Довжина 13 км, площа басейну 61 км². Долина слабовиражена, в багатьох місцях заболочена. Річище слабозвивисте, майже все каналізоване і випрямлене.

## Розташування
Топкий бере початок у заболоченому лісовому масиві на захід від села Мосир. Тече переважно на північний захід, майже повністю серед лісів. Впадає до Західного Бугу на південний схід від села Висоцька. 